# USS Ted Stevens (DDG-128)
«Тед Стівенс» (англ. USS Ted Stevens (DDG-128)) - ескадрений міноносець КРО типу «Арлі Берк» ВМС США, серії III. 

## Історія створення
Ескадрений міноносець «Луїс Вільсон» був замовлений 27 вересня 2018 року. Це 78-й корабель даного типу.
Свою назву отримав на честь сенатора, ветерана Другої світової війни Теда Стівенса.